# Мелетий II Серски
Мелетий (на гръцки: Μελέτιος, Мелтиос) е гръцки духовник, митрополит на Цариградската патриаршия.

## Биография
Роден е в Солун. В 1847 година като дякон публикува книгата „Ръководство за писма“ (Εγχειρίδιον επιστολών).
На 23 юли 1853 година е избран за силиврийски митрополит и остава на поста до май 1861 година, когато е преместен в Сяр. На 13 август 1861 тръгва от Константинопол за Сяр. Серски митрополит е до смъртта си на 18 февруари 1867 година.